# Estádio Cornélio de Barros
Het Estádio Cornélio de Barros is een multifunctioneel stadion in Salgueiro, een stad in Brazilië. Het stadion heeft als bijnaam 'Salgueirão' 
Het stadion wordt vooral gebruikt voor voetbalwedstrijden, de voetbalclub Salgueiro AC maakt gebruik van dit stadion. In het stadion is plaats voor 10.126 toeschouwers. Het stadion werd geopend in 1972.